# Sepolcro di Camillo de' Medici

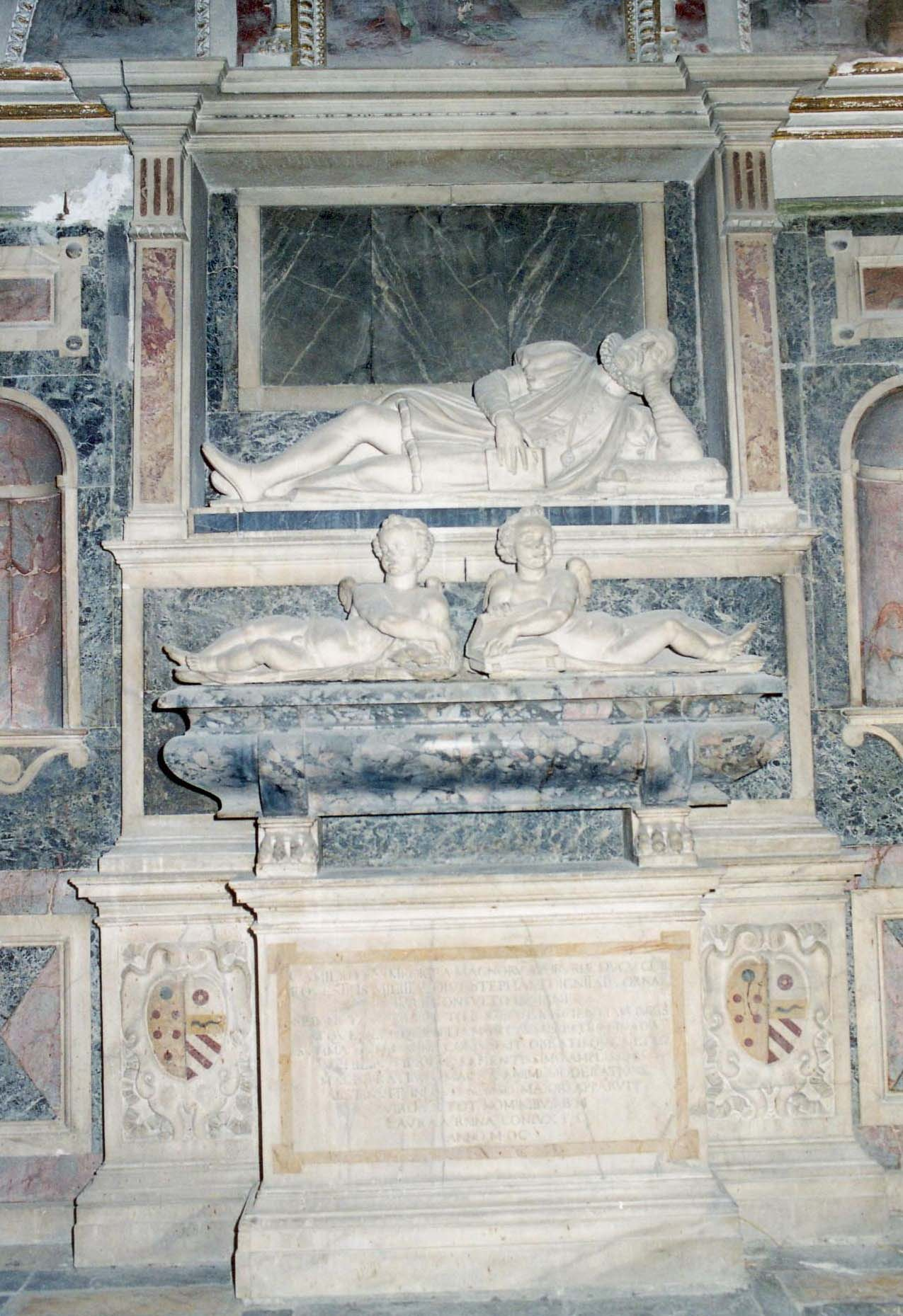
Il sepolcro di Camillo de' Medici

Il sepolcro di Camillo de' Medici di Gragnano è un monumento sepolcrale rinascimentale (350×280 cm) di Girolamo D'Auria eseguito tra il 1596 e il 1600 per la cappella Medici di Gragnano della chiesa dei Santi Severino e Sossio di Napoli.

## Storia e descrizione
Un atto bancario registra nel 1596 lo scultore napoletano Girolamo D'Auria al lavoro per guarnire il sepolcro di sua [di Camillo] cappella da tutte le bande. L'altro estremo cronologico è fornito dall'epigrafe nel riquadro in basso del monumento, che data il compimento dell'opera al 1600.
Il sepolcro, sulla parete a destra dell'altare, si uniforma al modulo collaudato della cassa sepolcrale addossata alla parete, sorretta da mensole, che accoglie la statua del personaggio, il giurista di Gragnano Camillo de' Medici di Gragnano, committente della stessa cappella Medici di Gragnano in cui è ubicato il monumento.

L'opera si presenta scompartita verticalmente in tre zone, armonizzate dall'uso dei marmi policromi che riprendono la cromia della parete retrostante. In basso è l'epigrafe su cui è incisa l'iscrizione: 
 Ai lati del basamento sono raffigurati gli stemmi di casa Medici e Orsini, il ramo della moglie Laura, dei conti di Pacentro e Oppido.
La figura del committente giace all'interno di una nicchia nel muro (che conclude lo sviluppo "a gradoni" della tomba) coricata e rappresentata nella scena su di un fianco, in una posizione che esprime il godimento della pia attesa. L'effigie di Camillo de' Medici può dunque considerarsi una perfetta espressione dell'idea neoplatonica sull'immortalità dell'anima, slegata dal corpo e da ogni attività intellettuale nell'intervallo fra la morte e il giorno del giudizio, allorché avrebbe raggiunto la pace eterna e divina.
La tipologia della rappresentazione, che il Burckhardt amò dire "napoletana", ossia della figura "semigiacente" all'interno di un prospetto architettonico ad arco trabeato, divenuta dominante a Napoli fra i due secoli grazie soprattutto a Michelangelo Naccherino e allo stesso d'Auria, il quale la utilizza anche nella tomba della famiglia Mastrogiudice a Monteoliveto (1583), per esempio, e in quella di Giovanni Alfonso Bisvallo, marchese d'Umbriatico, in San Severo al Pendino (1616), sembra abbia origine in Napoli nella tomba di ambito malvitesco raffigurante Sante Vitaliano, nel chiostro di Santa Maria la Nova, la cui epigrafe reca la data 1497. Prototipo che doveva essere ben noto al d'Auria, dati gli innegabili riscontri tipologici tra i due sepolcri: il capo sostenuto dal braccio ripiegato all'altezza del gomito, gli occhi socchiusi rivolti verso l'alto, come alla ricerca di un contatto diretto col divino, le gambe incrociate l'una sull'altra, il modo di esibire il libro, simbolo della professione del committente, nonché della "dimensione eternatrice dell'ingegno e dell'immortalità arrecata dalla fama".
Al rango di appartenenza del Medici si addice la nobiltà della posa, l'elegante toga forense, la croce dalle otto punte di cavaliere dell'ordine benedettino di Santo Stefano, sfoggiata in primo piano, e soprattutto quella austerità e fierezza del volto, come assente, sulla falsariga di altri ritratti di Girolamo D'Auria, come ad esempio quello di Fabrizio Brancaccio nella chiesa di Santa Maria delle Grazie Maggiore a Caponapoli (1573-1577), o quelli dei fratelli Annibale e Giovanni Mastrogiudice in Santa Maria di Monteoliveto (1583).
È evidente, dunque, che nel sepolcro di Camillo de' Medici vi è una radice devozionale molto forte, seppur altrettanto forte è la tensione verso il mondo secolare, tradotta in una orgogliosa affermazione di status sociale e culturale che sicuramente nasce dalla coscienza nel committente della posizione avuta in terra e dalla necessità di ricordarla ai posteri. È nota infatti, l'importanza che la nobiltà napoletana annetteva alla tomba e con essa alla cappella, quale luogo delle devozioni religiose familiari, ma anche e soprattutto quale controparte del “proprio essere nello spazio”, costituito dai sontuosi palazzi eretti nel luogo urbano e quindi strumento per accrescere il prestigio sociale della famiglia.